# Tiroglobulin
Tiroglobulin (Tg) je 660 kDa, dimerini protein koji se u potpunosti formira u štitnoj žlezdi. Tiroglobulin formiraju folikularne ćelije štitne žlezde.

## Literatura
- Mazzaferri EL; Robbins RJ; Spencer CA;  . (2003). „A consensus report of the role of serum thyroglobulin as a monitoring method for low-risk patients with papillary thyroid carcinoma”. J. Clin. Endocrinol. Metab. 88 (4): 1433—41. PMID 12679418. doi:10.1210/jc.2002-021702.
- Henry M; Zanelli E; Piechaczyk M;  . (1992). „A major human thyroglobulin epitope defined with monoclonal antibodies is mainly recognized by human autoantibodies”. Eur. J. Immunol. 22 (2): 315—9. PMID 1371467. doi:10.1002/eji.1830220205.
- Targovnik HM, Cochaux P, Corach D, Vassart G (1992). „Identification of a minor Tg mRNA transcript in RNA from normal and goitrous thyroids”. Mol. Cell. Endocrinol. 84 (1-2): R23—6. PMID 1639210. doi:10.1016/0303-7207(92)90087-M.
- Dunn AD, Crutchfield HE, Dunn JT (1991). „Thyroglobulin processing by thyroidal proteases. Major sites of cleavage by cathepsins B, D, and L”. J. Biol. Chem. 266 (30): 20198—204. PMID 1939080.
- Lamas L, Anderson PC, Fox JW, Dunn JT (1989). „Consensus sequences for early iodination and hormonogenesis in human thyroglobulin”. J. Biol. Chem. 264 (23): 13541—5. PMID 2760035.
- Marriq C, Lejeune PJ, Venot N, Vinet L (1989). „Hormone synthesis in human thyroglobulin: possible cleavage of the polypeptide chain at the tyrosine donor site”. FEBS Lett. 242 (2): 414—8. PMID 2914619. doi:10.1016/0014-5793(89)80513-7.
- Christophe D; Cabrer B; Bacolla A;  . (1985). „An unusually long poly(purine)-poly(pyrimidine) sequence is located upstream from the human thyroglobulin gene”. Nucleic Acids Res. 13 (14): 5127—44. PMC 321854 . PMID 2991855. doi:10.1093/nar/13.14.5127.
- Baas F; van Ommen GJ; Bikker H;  . (1986). „The human thyroglobulin gene is over 300 kb long and contains introns of up to 64 kb”. Nucleic Acids Res. 14 (13): 5171—86. PMC 311533 . PMID 3016640. doi:10.1093/nar/14.13.5171.
- Kubak BM; Potempa LA; Anderson B;  . (1989). „Evidence that serum amyloid P component binds to mannose-terminated sequences of polysaccharides and glycoproteins”. Mol. Immunol. 25 (9): 851—8. PMID 3211159. doi:10.1016/0161-5890(88)90121-6.
- Malthiéry Y, Lissitzky S (1987). „Primary structure of human thyroglobulin deduced from the sequence of its 8448-base complementary DNA”. Eur. J. Biochem. 165 (3): 491—8. PMID 3595599. doi:10.1111/j.1432-1033.1987.tb11466.x.
- Parma J, Christophe D, Pohl V, Vassart G (1988). „Structural organization of the 5' region of the thyroglobulin gene. Evidence for intron loss and "exonization" during evolution”. J. Mol. Biol. 196 (4): 769—79. PMID 3681978. doi:10.1016/0022-2836(87)90403-7.
- Bergé-Lefranc JL; Cartouzou G; Mattéi MG;  . (1985). „Localization of the thyroglobulin gene by in situ hybridization to human chromosomes”. Hum. Genet. 69 (1): 28—31. PMID 3967888. doi:10.1007/BF00295525.
- Malthiéry Y, Lissitzky S (1985). „Sequence of the 5'-end quarter of the human-thyroglobulin messenger ribonucleic acid and of its deduced amino-acid sequence”. Eur. J. Biochem. 147 (1): 53—8. PMID 3971976. doi:10.1111/j.1432-1033.1985.tb08717.x.
- Avvedimento VE; Di Lauro R; Monticelli A;  . (1985). „Mapping of human thyroglobulin gene on the long arm of chromosome 8 by in situ hybridization”. Hum. Genet. 71 (2): 163—6. PMID 4043966. doi:10.1007/BF00283375.
- Xiao S, Pollock HG, Taurog A, Rawitch AB (1995). „Characterization of hormonogenic sites in an N-terminal, cyanogen bromide fragment of human thyroglobulin”. Arch. Biochem. Biophys. 320 (1): 96—105. PMID 7793989. doi:10.1006/abbi.1995.1346.
- Corral J; Martín C; Pérez R;  . (1993). „Thyroglobulin gene point mutation associated with non-endemic simple goitre”. Lancet. 341 (8843): 462—4. PMID 8094490. doi:10.1016/0140-6736(93)90209-Y.
- Gentile F, Salvatore G (1994). „Preferential sites of proteolytic cleavage of bovine, human and rat thyroglobulin. The use of limited proteolysis to detect solvent-exposed regions of the primary structure”. Eur. J. Biochem. 218 (2): 603—21. PMID 8269951. doi:10.1111/j.1432-1033.1993.tb18414.x.
- Mallet B; Lejeune PJ; Baudry N;  . (1996). „N-glycans modulate in vivo and in vitro thyroid hormone synthesis. Study at the N-terminal domain of thyroglobulin”. J. Biol. Chem. 270 (50): 29881—8. PMID 8530385. doi:10.1074/jbc.270.50.29881.
- Yang SX, Pollock HG, Rawitch AB (1996). „Glycosylation in human thyroglobulin: location of the N-linked oligosaccharide units and comparison with bovine thyroglobulin”. Arch. Biochem. Biophys. 327 (1): 61—70. PMID 8615697. doi:10.1006/abbi.1996.0093.
- Molina F, Bouanani M, Pau B, Granier C (1996). „Characterization of the type-1 repeat from thyroglobulin, a cysteine-rich module found in proteins from different families”. Eur. J. Biochem. 240 (1): 125—33. PMID 8797845. doi:10.1111/j.1432-1033.1996.0125h.x.